# شرکت آب و فاضلاب شیراز
شرکت آب و فاضلاب شیراز با نام پیشین دستگاه آب شیراز نام شرکتی است که مسئولیت ارائهٔ خدمات انشعاب آب و فاضلاب شهر شیراز را بر عهده دارد. این شرکت در سال ۱۳۲۴ محمد نمازی شرکتی با عنوان دستگاه آب شیراز تأسیس کرد که در سال ۱۳۷۶ بعد از تأسیس شرکت آبفای شیراز زیرمجموعهٔ آن گردید.
نخستین بار در سال ۱۳۰۱ طرح احداث شبکه‌های لوله‌کشی آب شرب شهرهای ایران بررسی شد و بخشی از شهرهای آبادان، مشهد و بیرجند لوله‌کشی شد. نخستین سازمان آبرسانی شهری در ایران بنگاه مستقل خیریهٔ آبلولهٔ بیرجند بود که در سال ۱۳۰۲ با احداث و بهره‌برداری یک رشته لوله به طول ۹ کیلومتر و یک منبع و قنات تأمین‌کنندهٔ آب، فعالیت خود را آغاز کرد. (برگرفته از تاریخچهٔ لوله‌کشی آب در ایران، استاد رضا محمدرضایی)

محمد نمازی بانی دستگاه آب شیراز

## تاریخچه
مقدمات لوله‌کشی آب آشامیدنی شیراز در سال ۱۳۲۴ توسط مرحوم محمد نمازی یکی از بزرگ‌ترین نیکوکاران شیراز فراهم گردید. این طرح مشتمل بر لوله‌کشی‌های اصلی و ساختمان حوض تصفیه‌خانه بود و از آب دو رشته‌قنات خیرآباد و رضاآباد در غرب شیراز جهت تأمین آب استفاده می‌گردید. در آن زمان ۶٬۰۰۰ مشترک آب وجود داشت.

## مطالعات علمی
مهندسان مشاور الکساندر گیب -انگلیسی - پس از مطالعات، اعلام نمودند که آب دو رشته قنات جهت تأمین آب شرب شهر کافی نبوده، به‌علاوهٔ آب قنوات حتی در مظهر آن‌ها آلوده می‌باشند.

## ساختار تکمیلی و افتتاحیه
پس از تهیهٔ طرح و حفر چاه‌های عمیق در دوازدهم اردیبهشت ماه سال ۱۳۳۱ دستگاه آب شیراز افتتاح گردید. در سال ۱۳۵۷ دستگاه آب شیراز، آب مورد نیاز حدود ۷۰٬۰۰۰ مشترک را از طریق چاه‌های آبرفتی منطقه پس از تصفیه و ضدعفونی در مخزن ۲۵٬۰۰۰ متر مکعبی ابیوردی ذخیره می‌نمود. با افزایش سریع جمعیت و مهاجرت از روستاها به شهر شیراز، مصارف آب آشامیدنی بالا رفت و عدم توسعهٔ هماهنگ تأسیسات آب موجب نارسایی در آبرسانی گردید. بدین جهت پس از مطالعات لازم، طرح استفاده از آب سد درودزن واقع در شمال غربی شهر شیراز به ظرفیت معادل ۱۵۰٬۰۰۰ متر مکعب در روز اجرا گردید.
- حفر ده تا شانزده حلقه چاه
- ساخت تصفیه‌خانه
- انتقال آب از تصفیه‌خانه به مخزن مرتفع
- ساخت کارخانهٔ برق مستقل برای تهیهٔ نیروی مورد نیاز تلمبه‌زنی
- ایجاد شبکهٔ لوله برای توزیع آب به کلیهٔ منازل
- این پروژه در سال ۱۳۲۱ خورشیدی آغاز شد و در شهریورماه ۱۳۲۹ خورشیدی به نتیجه رسید.

## نخستین فاضلاب نوین
خط فاضلاب در شیراز در اواخر دههٔ ۱۳۴۰ جهت انتقال فاضلاب مجموعهٔ دانشگاهی و خوابگاه‌های ارم از این مجموعه تا رودخانه‌های فصلی خشک احداث گردید در دوران انقلاب فرهنگی نخستین خط فاضلاب شیراز با طرح استادان دانشگاه توسط دستگاه آب شیراز اجرا شد.

## وقف
در ابتدا محمد نمازی برآن شد که مبالغی را در ازای آب‌بها و حق اشتراک دریافت نماید تا صرف هزینهٔ جاری شرکت، تعمیر و تجدید ماشین آلات و دیگر مصارف ضروری گردد. اما پس از چندی با ملاحظهٔ وضع معیشتی خانوارهای کم‌درآمد، تصمیم گرفت برای بقا و دوام این کار خیر، دستگاه آب شیراز را به صورت موقوفه درآورد تا از سوانح ایام مصون باشد و در وقف نامه مشخص شد که درآمد حاصل از فروش آب پس از هزینه کارمندان و کارگران و تعمیرات و خرید تجهیزات اگر مبلغی سود به دست آمد به حساب بیمارستان نمازی واریز گردد.

## تغییر نام
نام دستگاه آب شیراز در سال ۶۷ به آب مشروب شیراز و سپس به شرکت آب و فاضلاب شیراز در سال ۱۳۶۹ تغییر یافت. این شرکت پس از تصویب اساسنامه در خردادماه ۱۳۷۰ ه‍.ش به نام شرکت آب و فاضلاب فارس ثبت گردید. در سال ۱۳۷۶ آمار مشترکان از مرز ۲۳۰٬۰۰۰ مشترک گذشت و در آن زمان مشکل مشترکان تنها به کمبود میزان توزیع آب در شبکه محدود نبود، بلکه نیاز به تشکیلاتی که مستقلاً جهت شهر شیراز ارائه خدمت نماید، احساس می‌شد. در دی‌ماه ۱۳۷۶ خورشیدی شرکت آب و فاضلاب شیراز تشکیل شد. این شرکت به واسطه زیر بنای نیکویی که توسط مرحوم نمازی بیاد شده است نماد توانمندی شیراز نوین است.